# Jogo das Estrelas do NBB
O  Jogo das Estrelas do NBB é um evento esportivo festivo realizado anualmente pela Liga Nacional de Basquete, reunindo os principais destaques da temporada do Novo Basquete Brasil. Inspirado no NBA All-Star Game, o evento é composto pelas competições individuais (Torneio de Enterradas, Torneio de 3 pontos e Desafio de Habilidades) e pelo Jogo das Estrelas, que é a principal atração.
Os jogadores que participam são escolhidos por técnicos e assistentes dos clubes da NBB, além de personalidades do basquete nacional e de membros da imprensa especializada. A votação das equipes titulares é feita no site da LNB pelos internautas. 
O Jogo das Estrelas do NBB começou a ser disputado na primeira edição do Novo Basquete Brasil, na temporada de 2008-09, com o jogo entre sub-24 vs. pós-24, o Torneio de Enterradas e de Torneio de 3 pontos e o jogo entre os principais destaques do campeonato. O formato atual, jogo entre os principais jogadores brasileiros (NBB Brasil) e os principais estrangeiros (NBB Mundo), foi instituído na temporada 2010-11, bem como o Desafio de Habilidades.
Em 2020, o evento foi adiado, e posteriormente cancelado, por causa da pandemia de COVID-19.

## Partidas

### Primeiras edições
| Ano  | Resultado                                | Ginásio                                  | MVP                          |
| ---- | ---------------------------------------- | ---------------------------------------- | ---------------------------- |
| 2009 | Time Ubiratan 117 x 126 Time Rosa Branca | (Maracanãzinho), Rio de Janeiro, RJ      | Shamell Stallworth, Limeira  |
| 2010 | Time Kanela 127 x 114 Time Pedroca       | (Ginásio Tancredo Neves), Uberlândia, MG | Marcelinho Machado, Flamengo |

### NBB Brasil X NBB Mundo
| Ano  | Resultado                            | Ginásio                                             | MVP                                 |
| ---- | ------------------------------------ | --------------------------------------------------- | ----------------------------------- |
| 2011 | NBB Brasil 99 x 115 NBB Mundo        | (Ginásio Pedrocão), Franca, SP                      | Robert Day, Unitri/Uberlândia       |
| 2012 | NBB Brasil 125 x 102 NBB Mundo       | (Ginásio Pedrocão), Franca, SP                      | Murilo Becker, São José             |
| 2013 | NBB Brasil 146 x 144 NBB Mundo (Pr.) | (Ginásio Nilson Nelson), Brasília, DF               | Alex Garcia, Lobos Brasília         |
| 2014 | NBB Brasil 126 x 116 NBB Mundo       | (Ginásio Paulo Sarasate), Fortaleza, CE             | Alex Garcia, Lobos Brasília         |
| 2015 | NBB Brasil 131 x 110 NBB Mundo       | (Ginásio Pedrocão), Franca, SP                      | Ricardo Fischer, Bauru              |
| 2016 | NBB Brasil 135 x 138 NBB Mundo       | (Ginásio Municipal Hugo Ramos), Mogi das Cruzes, SP | Shamell Stallworth, Mogi das Cruzes |
| 2017 | NBB Brasil 96 x 108 NBB Mundo        | (Ginásio do Ibirapuera), São Paulo, SP              | Shamell Stallworth, Mogi das Cruzes |
| 2018 | NBB Brasil 130 x 121 NBB Mundo       | (Ginásio do Ibirapuera), São Paulo, SP              | Anderson Varejão, Flamengo          |
| 2019 | NBB Brasil 144 x 92 NBB Mundo        | (Ginásio Pedrocão), Franca, SP                      | Jefferson William, Bauru            |

### Formato capitães
| Ano  | Resultado                                                           | Ginásio                                             | MVP                   |
| ---- | ------------------------------------------------------------------- | --------------------------------------------------- | --------------------- |
| 2021 | NBB Brasil (Time Brabo) 26 x 16 NBB Novas Estrelas (Time Georginho) | (Ginásio do Tijuca Tênis Clube), Rio de Janeiro, RJ | Lucas Dias, Franca    |
| 2022 | NBB Brasil (Time Caboclo) 30 x 27 NBB Novas Estrelas (Time Yago)    | (Arena Carioca 1), Rio de Janeiro, RJ               | Lucas Mariano, Franca |
| 2023 | NBB Mundo (Time Tyrone) 23 x 33 NBB Brasil (Time Lucas Dias)        | (Arena Minas TC), Belo Horizonte, MG                | Lucas Dias, Franca    |

## Jogo das Estrelas 2009

### Equipes
| Pos                                   | Jogador             | Time             |
| Titulares                             | Titulares           | Titulares        |
| ------------------------------------- | ------------------- | ---------------- |
| Al/Ar                                 | Alex Garcia         | Lobos Brasília   |
| Al                                    | Marcelinho Machado  | Flamengo         |
| Al                                    | Rogério Klafke      | Franca           |
| P                                     | Guilherme Teichmann | Limeira          |
| P                                     | Rafael Bábby        | Flamengo         |
| Reservas                              |                     |                  |
| Al/Ar                                 | Arthur Belchor      | Lobos Brasília   |
| P                                     | Shilton             | Joinville BA     |
| Al/P                                  | Felipe Ribeiro      | Franca           |
| Al/Ar                                 | Neto                | Araraquara       |
| P                                     | William Drudi       | Franca           |
| Ar                                    | Felipinho           | Cetaf-Vila Velha |
| Ar                                    | Hélio               | Flamengo         |
| Técnico: Hélio Rubens Garcia (Franca) |                     |                  |

| Pos                                  | Jogadores          | Time           |
| Titulares                            | Titulares          | Titulares      |
| ------------------------------------ | ------------------ | -------------- |
| Ar                                   | Valtinho           | Lobos Brasília |
| Al/Ar                                | Duda Machado       | Flamengo       |
| Al                                   | Marquinhos         | Pinheiros      |
| P                                    | Murilo Becker      | Minas          |
| P                                    | Bruno Fiorotto     | Limeira        |
| Reservas                             |                    |                |
| Al/P                                 | Jefferson William  | Flamengo       |
| Al                                   | Shamell Stallworth | Limeira        |
| P                                    | Estevam Ferreira   | Lobos Brasília |
| Al                                   | Antwine Williams   | Joinville BA   |
| Al/Ar                                | Larry Taylor       | Bauru          |
| Al/Ar                                | Dedé Stefanelli    | Paulistano     |
| Al/P                                 | Olivinha           | Pinheiros      |
| Técnico: Cláudio Mortari (Pinheiros) |                    |                |

#### Jogo
| 22 de março de 2009 13:00 (UTC-3) |                            | Time Ubiratan 117, Time Rosa Branca 126 | Time Ubiratan 117, Time Rosa Branca 126 | Time Ubiratan 117, Time Rosa Branca 126 |  | Maracanãzinho, Rio de Janeiro, Rio de Janeiro Público: 5.200 | SporTV |
| 22 de março de 2009 13:00 (UTC-3) | Pts: Marcelinho Machado 25 |                                         | Pts: Shamell 26                         |                                         |  | Maracanãzinho, Rio de Janeiro, Rio de Janeiro Público: 5.200 | SporTV |

## Jogo das Estrelas 2010

### Equipes
| Pos                                     | Jogador            | Time             | Nº de seleções |
| Titulares                               | Titulares          | Titulares        | Titulares      |
| --------------------------------------- | ------------------ | ---------------- | -------------- |
| Ar                                      | Manteguinha        | Joinville BA     | 1              |
| Al                                      | Marcelinho Machado | Flamengo         | 2              |
| Al                                      | Guilherme Filipin  | ADL-Londrina     | 1              |
| Al/P                                    | Olivinha           | Pinheiros        | 2              |
| P                                       | Murilo Becker      | Minas            | 2              |
| Reservas                                |                    |                  |                |
| Al                                      | Rogério Klafke     | Franca           | 2              |
| P                                       | Deivisson Costa    | Araraquara       | 1              |
| Al/P                                    | John Thomas        | Assis            | 1              |
| Ar                                      | Fúlvio             | São José         | 1              |
| Al/P                                    | Rafael Mineiro     | São José         | 1              |
| Ar                                      | Fernando Penna     | Paulistano       | 1              |
| Al                                      | Alex Oliveira      | Bauru            | 1              |
| Ar                                      | Alexandre Pinheiro | Cetaf-Vila Velha | 1              |
| Técnico: Lula Ferreira (Lobos Brasília) |                    |                  |                |

| Pos                                  | Jogador              | Time             | Nº de seleções |
| Titulares                            | Titulares            | Titulares        | Titulares      |
| ------------------------------------ | -------------------- | ---------------- | -------------- |
| Ar                                   | Valtinho             | Lobos Brasília   | 2              |
| Al/Ar                                | Alex Garcia          | Lobos Brasília   | 2              |
| Al                                   | Shamell Stallworth   | Pinheiros        | 2              |
| Al/P                                 | Guilherme Giovannoni | Lobos Brasília   | 1              |
| P                                    | Rafael Bábby         | Paulistano       | 2              |
| Reservas                             |                      |                  |                |
| Al                                   | Jefferson Sobral     | Joinville BA     | 1              |
| Al                                   | Tony Stockman        | Franca           | 1              |
| P                                    | Shilton              | Joinville BA     | 2              |
| P                                    | Tiagão               | Joinville BA     | 1              |
| Al/Ar                                | Larry Taylor         | Bauru            | 2              |
| Ar                                   | Facundo Sucatzky     | Minas            | 1              |
| P                                    | Estevam Ferreira     | Lobos Brasília   | 2              |
| Al                                   | Daniel Kaçamba       | Saldanha da Gama | 1              |
| Técnico: Alberto Bial (Joinville BA) |                      |                  |                |

#### Jogo
| 21 de fevereiro de 2010 10:30 a.m. (UTC-3) |                            | Time Kanela 127, Time Pedroca 114 | Time Kanela 127, Time Pedroca 114 | Time Kanela 127, Time Pedroca 114 |  | Ginásio Tancredo Neves, Uberlândia, Minas Gerais Público: 5.200 | SporTV |
| 21 de fevereiro de 2010 10:30 a.m. (UTC-3) | Pts: Marcelinho Machado 38 |                                   | Pts: Alex Garcia 20               |                                   |  | Ginásio Tancredo Neves, Uberlândia, Minas Gerais Público: 5.200 | SporTV |

## Jogo das Estrelas 2011

### Equipes
| Pos                                     | Jogador              | Time              | Nº de seleções | Votos     |
| Titulares                               | Titulares            | Titulares         | Titulares      | Titulares |
| --------------------------------------- | -------------------- | ----------------- | -------------- | --------- |
| Ar                                      | Valtinho             | Unitri/Uberlândia | 3              | 2.539     |
| Al/Ar                                   | Alex Garcia          | Lobos Brasília    | 3              | 4.821     |
| Al                                      | Marcelinho Machado   | Flamengo          | 3              | 5.082     |
| Al/P                                    | Guilherme Giovannoni | Lobos Brasília    | 2              | 3.827     |
| P                                       | Murilo Becker        | São José          | 3              | 3.943     |
| Reservas                                |                      |                   |                |           |
| Al                                      | Marquinhos           | Pinheiros         | 2              | 2.311     |
| P                                       | Rafael Bábby         | Flamengo          | 3              | 3.161     |
| Al/Ar                                   | Vítor Benite         | Franca            | 1              | 2.018     |
| Ar                                      | Nezinho              | Lobos Brasília    | 1              | 2.378     |
| P                                       | Bruno Fiorotto       | Pinheiros         | 2              | 1.552     |
| Ar                                      | Raulzinho            | Minas             | 1              | 2.157     |
| Al/P                                    | Olivinha             | Pinheiros         | 3              | 1.749     |
| Técnico: João Marcelo Leite (Pinheiros) |                      |                   |                |           |

| Pos                            | Jogador             | Time              | Nº de seleções | Votos     |
| Titulares                      | Titulares           | Titulares         | Titulares      | Titulares |
| ------------------------------ | ------------------- | ----------------- | -------------- | --------- |
| Al/Ar                          | Larry Taylor        | Bauru             | 3              | 4.248     |
| Al                             | Shamell Stallworth  | Pinheiros         | 3              | 5.370     |
| Al                             | Tony Stockman       | Assis             | 2              | 3.652     |
| Al/P                           | Maurice Spillers    | Franca            | 1              | 3.753     |
| P                              | Jeff Agba           | Bauru             | 1              | 3.610     |
| Reservas                       |                     |                   |                |           |
| Al                             | Robert Day          | Unitri/Uberlândia | 1              | 2.319     |
| Al                             | Bernard Robinson    | Minas             | 1              | 2.194     |
| P                              | Pedro Calderón      | Assis             | 1              | 1.877     |
| Ar                             | Facundo Sucatzky    | Minas             | 2              | 1.576     |
| Ar                             | Juan Pablo Figueroa | Pinheiros         | 1              | 1.292     |
| Al                             | Robby Collum        | Unitri/Uberlândia | 1              | 2.891     |
| Al/Ar                          | Ronald Ramón (SUB)  | Limeira           | 1              | —         |
| Al/P                           | Durelle Brown (MDO) | Limeira           | —              | 2.798     |
| Técnico: Nestor Garcia (Minas) |                     |                   |                |           |

#### Jogo
| 29 de janeiro de 2011 10:30 a.m. (UTC-3) |                              | NBB Brasil 99, NBB Mundo 115 | NBB Brasil 99, NBB Mundo 115 | NBB Brasil 99, NBB Mundo 115 |  | Ginásio Pedrocão, Franca, São Paulo Público: 6.000 | SporTV |
| 29 de janeiro de 2011 10:30 a.m. (UTC-3) | Pts: Guilherme Giovannoni 20 |                              | Pts: Robert Day 50           |                              |  | Ginásio Pedrocão, Franca, São Paulo Público: 6.000 | SporTV |

## Jogo das Estrelas 2012

### Equipes
| Pos                        | Jogador                | Time              | Nº de seleções | Votos (por posição) |
| Titulares                  | Titulares              | Titulares         | Titulares      | Titulares           |
| -------------------------- | ---------------------- | ----------------- | -------------- | ------------------- |
| Ar                         | Fúlvio                 | São José          | 2              | 43,5%               |
| Al/Ar                      | Alex Garcia            | Lobos Brasília    | 4              | 35,4%               |
| Al                         | Marcelinho Machado     | Flamengo          | 4              | —                   |
| Al/P                       | Guilherme Giovannoni   | Lobos Brasília    | 3              | 27,4%               |
| P                          | Murilo Becker          | São José          | 4              | 39,0%               |
| Reservas                   |                        |                   |                |                     |
| P                          | Caio Torres            | Flamengo          | 1              | —                   |
| Al/Ar                      | Vítor Benite (SUB)     | Limeira           | 2              | —                   |
| Ar                         | Nezinho                | Lobos Brasília    | 2              | —                   |
| Al/P                       | Lucas Cipolini         | Unitri/Uberlândia | 1              | —                   |
| Al/Ar                      | Arthur Belchor         | Lobos Brasília    | 2              | —                   |
| Al/P                       | Olivinha               | Pinheiros         | 4              | —                   |
| Al                         | Fernando Fischer (SUB) | Bauru             | 1              | —                   |
| Ar                         | Valtinho (MDO)         | Unitri/Uberlândia | 3              | —                   |
| Al                         | Marquinhos (MDO)       | Pinheiros         | 2              | 31,7%               |
| Técnico: Guerrinha (Bauru) |                        |                   |                |                     |

| Pos                                | Jogador             | Time              | Nº de seleções | Votos (por posição) |
| Titulares                          | Titulares           | Titulares         | Titulares      | Titulares           |
| ---------------------------------- | ------------------- | ----------------- | -------------- | ------------------- |
| Al/Ar                              | Larry Taylor        | Bauru             | 4              | 82,8%               |
| Al                                 | Shamell Stallworth  | Pinheiros         | 4              | 35,5%               |
| Al/Ar                              | Kevin Sowell        | Franca            | 1              | 19,5%               |
| Al/P                               | Federico Kammerichs | Flamengo          | 1              | 37,7%               |
| P                                  | Jeff Agba           | Bauru             | 2              | 33,6%               |
| Reservas                           |                     |                   |                |                     |
| Al                                 | Robert Day          | Unitri/Uberlândia | 2              | —                   |
| Al/Ar                              | David Jackson       | Flamengo          | 1              | —                   |
| Ar                                 | Mark Borders        | Minas             | 1              | —                   |
| P                                  | Guillermo Araújo    | Paulistano        | 1              | —                   |
| P                                  | Steven Toyloy (SUB) | Limeira           | 1              | —                   |
| Ar                                 | Juan Pablo Figueroa | Pinheiros         | 2              | —                   |
| Al                                 | Robby Collum        | Unitri/Uberlândia | 2              | —                   |
| Al/P                               | Rashad Bishop (NJ)  | Joinville BA      | —              | —                   |
| Técnico: Gonzalo Garcia (Flamengo) |                     |                   |                |                     |

#### Jogo
| 10 de março de 2012 10:00 a.m. (UTC-3) |                                                                                                | NBB Brasil 125, NBB Mundo 102 | NBB Brasil 125, NBB Mundo 102                      | NBB Brasil 125, NBB Mundo 102 |  | Ginásio Pedrocão, Franca, São Paulo Público: 6.000 | SporTV |
| 10 de março de 2012 10:00 a.m. (UTC-3) | Pts: Olivinha 17 Rbts: Fúlvio, Murilo Becker, Nezinho, Guilherme Giovannoni 6 Asts: Nezinho 11 |                               | Pts: Shamell 21 Rbts: Jeff Agba 11 Asts: Shamell 4 |                               |  | Ginásio Pedrocão, Franca, São Paulo Público: 6.000 | SporTV |

## Jogo das Estrelas 2013

### Equipes
| Pos                                 | Jogador                    | Time              | Nº de seleções | Votos (por posição) |
| Titulares                           | Titulares                  | Titulares         | Titulares      | Titulares           |
| ----------------------------------- | -------------------------- | ----------------- | -------------- | ------------------- |
| Al/Ar                               | Larry Taylor               | Bauru             | 5              | 43,3%               |
| Al/Ar                               | Alex Garcia                | Lobos Brasília    | 5              | 26,6%               |
| Al                                  | Marquinhos                 | Flamengo          | 3              | 44,2%               |
| Al/P                                | Olivinha                   | Flamengo          | 5              | 22,6%               |
| P                                   | Caio Torres                | Flamengo          | 2              | 20,5%               |
| Reservas                            |                            |                   |                |                     |
| Ar                                  | Fúlvio                     | São José          | 3              | 28,7%               |
| Ar                                  | Nezinho                    | Lobos Brasília    | 3              | 27,9%               |
| Al/Ar                               | Vítor Benite               | Flamengo          | 3              | 14,4%               |
| Al/Ar                               | Paulinho Boracini          | Pinheiros         | 1              | 14,7%               |
| Al/P                                | Luis Gruber                | Unitri/Uberlândia | 1              | 11,3%               |
| Al/P                                | Rafael Mineiro             | Pinheiros         | 2              | 14,6%               |
| Al/P                                | Jefferson William (SUB)    | São José          | 2              | —                   |
| Al/P                                | Guilherme Giovannoni (MDO) | Lobos Brasília    | 3              | 30,9%               |
| Técnico: José Alves Neto (Flamengo) |                            |                   |                |                     |

| Pos                             | Jogador              | Time              | Nº de seleções | Votos (por posição) |
| Titulares                       | Titulares            | Titulares         | Titulares      | Titulares           |
| ------------------------------- | -------------------- | ----------------- | -------------- | ------------------- |
| Ar                              | Kenny Dawkins        | Liga Sorocabana   | 1              | 47,2%               |
| Al                              | Shamell Stallworth   | Pinheiros         | 5              | 26,5%               |
| Al                              | Robert Day           | Unitri/Uberlândia | 3              | 25,1%               |
| Al/P                            | DeAndre Coleman      | Bauru             | 1              | 15,6%               |
| P                               | Steven Toyloy        | Paulistano        | 1              | 33,5%               |
| Reservas                        |                      |                   |                |                     |
| Ar                              | Kojo Mensah          | Flamengo          | 1              | 37,2%               |
| Ar                              | Mark Borders         | Minas             | 2              | 15,5%               |
| Al/Ar                           | Joe Smith            | Pinheiros         | 2              | 15,6%               |
| Al                              | Benzor Simmons       | Cetaf-Vila Velha  | 1              | 17,3%               |
| Al/Ar                           | Desmond Holloway     | Liga Sorocabana   | 1              | 15,5%               |
| P                               | Guillermo Araújo     | Pinheiros         | 2              | 12,7%               |
| Al/P                            | Tyrone Curnell (SUB) | Palmeiras         | 1              | —                   |
| P                               | Jeff Agba (MDO)      | Bauru             | 2              | 38,2%               |
| Técnico: Lula Ferreira (Franca) |                      |                   |                |                     |

1. 'MDO' (machucado) refere-se a um jogador que está fora do jogo por motivo de lesão.
2. 'SUB' (substituto) é o jogador que entra no lugar do que se machucou.

#### Jogo
| 2 de março de 2013 10:00 a.m. (UTC-3) |                                                            | NBB Brasil 146, NBB Mundo 144 | NBB Brasil 146, NBB Mundo 144                                              | NBB Brasil 146, NBB Mundo 144 |  | Ginásio Nilson Nelson, Brasília, Distrito Federal | TV Globo |
| 2 de março de 2013 10:00 a.m. (UTC-3) | Pts: Alex Garcia 26 Rbts: Rafael Mineiro 9 Asts: Nezinho 7 |                               | Pts: Shamell 37 Rbts: Steven Toyloy 14 Asts: Kenny Dawkins, Mark Borders 5 |                               |  | Ginásio Nilson Nelson, Brasília, Distrito Federal | TV Globo |

## Jogo das Estrelas 2014

### Equipes
| Pos                                 | Jogador              | Time              | Nº de seleções | Votos (por posição) |
| Titulares                           | Titulares            | Titulares         | Titulares      | Titulares           |
| ----------------------------------- | -------------------- | ----------------- | -------------- | ------------------- |
| Ar                                  | Nezinho              | Lobos Brasília    | 5              | 37,3%               |
| Al/Ar                               | Alex Garcia          | Lobos Brasília    | 6              | 37,0%               |
| Al                                  | Marcelinho Machado   | Flamengo          | 4              | 28,1%               |
| Al/P                                | Guilherme Giovannoni | Lobos Brasília    | 4              | 22,5%               |
| P                                   | Murilo Becker        | Bauru             | 5              | 26,6%               |
| Reservas                            |                      |                   |                |                     |
| Ar                                  | Valtinho             | Unitri/Uberlândia | 3              | 31,4%               |
| Ar                                  | Ricardo Fischer      | Bauru             | 1              | 31,3%               |
| Al/P                                | Jefferson Willian    | São José          | 3              | 20,5%               |
| Al                                  | Léo Meindl           | Franca            | 1              | 14,4%               |
| Al/P                                | Olivinha             | Flamengo          | 6              | 19,4%               |
| Al/P                                | Lucas Cipolini       | Unitri/Uberlândia | 2              | 16,7%               |
| P                                   | Paulão Prestes       | Franca            | 1              | 14,8%               |
| Técnico: José Alves Neto (Flamengo) |                      |                   |                |                     |

| Pos                                    | Jogador              | Time              | Nº de seleções | Votos (por posição) |
| Titulares                              | Titulares            | Titulares         | Titulares      | Titulares           |
| -------------------------------------- | -------------------- | ----------------- | -------------- | ------------------- |
| Ar                                     | Nicolás Laprovittola | Flamengo          | 1              | 57,8%               |
| Al                                     | Shamell Stallworth   | Pinheiros         | 6              | 41,1%               |
| Al                                     | Robert Day           | Unitri/Uberlândia | 4              | 25,2%               |
| P                                      | Jerome Meyinsse      | Flamengo          | 1              | 25,4%               |
| P                                      | DeVon Hardin         | Basquete Cearense | 1              | 22,8%               |
| Reservas                               |                      |                   |                |                     |
| Al/Ar                                  | Joe Smith            | Pinheiros         | 1              | 22,7%               |
| Ar                                     | Kenny Dawkins        | Paulistano        | 2              | 19,5%               |
| Al/Ar                                  | Desmond Holloway     | Paulistano        | 2              | 18,6%               |
| Al/Ar                                  | David Jackson        | Limeira           | 2              | 15,1%               |
| P                                      | Marcus Goree         | Lobos Brasília    | 1              | 18,8%               |
| Al/P                                   | Tyrone Curnell       | Palmeiras         | 2              | 17,2%               |
| Al                                     | Pablo Espinoza       | Macaé             | 1              | 15,8%               |
| Técnico: Gustavo de Conti (Paulistano) |                      |                   |                |                     |

1. 'MDO' (machucado) refere-se a um jogador que está fora do jogo por motivo de lesão.
2. 'SUB' (substituto) é o jogador que entra no lugar do que se machucou.

#### Jogo
| 21 de fevereiro de 2014 10:00 a.m. (UTC-3) |                                                                 | NBB Brasil 126, NBB Mundo 116 | NBB Brasil 126, NBB Mundo 116                                                                       | NBB Brasil 126, NBB Mundo 116 |  | Ginásio Paulo Sarasate, Fortaleza, Ceará | TV Globo |
| 21 de fevereiro de 2014 10:00 a.m. (UTC-3) | Pts: Alex Garcia 33 Rbts: Olivinha 11 Asts: Nezinho, Valtinho 7 |                               | Pts: Shamell 23 Rbts: Jerome Meyinsse, Nicolás Laprovittola 6 Asts: Nicolás Laprovittola, Shamell 5 |                               |  | Ginásio Paulo Sarasate, Fortaleza, Ceará | TV Globo |

## Jogo das Estrelas 2015

### Equipes
| Pos                                  | Jogador                    | Time              | Nº de seleções | Votos (por posição) |
| Titulares                            | Titulares                  | Titulares         | Titulares      | Titulares           |
| ------------------------------------ | -------------------------- | ----------------- | -------------- | ------------------- |
| Ar                                   | Ricardo Fischer            | Bauru             | 2              | 54,2%               |
| Al/Ar                                | Alex Garcia                | Bauru             | 7              | 42,6%               |
| Al                                   | Marquinhos                 | Flamengo          | 4              | 37,3%               |
| Al/P                                 | Lucas Cipolini             | Lobos Brasília    | 3              | 9,4%                |
| P                                    | Lucas Mariano              | Franca            | 1              | 11%                 |
| Reservas                             |                            |                   |                |                     |
| Ar                                   | Nezinho                    | Limeira           | 6              | 46,2%               |
| Ar                                   | Henrique Coelho            | Minas             | 1              | 24%                 |
| Al                                   | Léo Meindl                 | Franca            | 2              | 23,8%               |
| Al/Ar                                | Neto                       | Palmeiras         | 2              | 7,6%                |
| Al/P                                 | Guilherme Giovannoni (SUB) | Lobos Brasília    | 5              | —                   |
| Al/P                                 | Rafael Mineiro (SUB)       | Limeira           | 3              | —                   |
| Al                                   | Audrei Parizotto (SUB)     | Unitri/Uberlândia | 1              | —                   |
| P                                    | Rafael Hettsheimeir (MDO)  | Bauru             | —              | 40,4%               |
| Al/P                                 | Jefferson William (MDO)    | Bauru             | 3              | 23,5%               |
| P                                    | Caio Torres (MDO)          | São José          | 2              | 14%                 |
| Técnico: Demétrius Ferracciú (Minas) |                            |                   |                |                     |

| Pos                                    | Jogador              | Time            | Nº de seleções | Votos (por posição) |
| Titulares                              | Titulares            | Titulares       | Titulares      | Titulares           |
| -------------------------------------- | -------------------- | --------------- | -------------- | ------------------- |
| Ar                                     | Maxi Stanic          | Palmeiras       | 1              | 46,1%               |
| Al/Ar                                  | David Jackson        | Limeira         | 3              | 50,5%               |
| Al                                     | Shamell Stallworth   | Mogi das Cruzes | 7              | 46,8%               |
| Al/P                                   | Tyrone Curnell       | Mogi das Cruzes | 3              | 31%                 |
| P                                      | Jerome Meyinsse      | Flamengo        | 2              | 50,5%               |
| Reservas                               |                      |                 |                |                     |
| Ar                                     | Nicolás Laprovittola | Flamengo        | 2              | 48,9%               |
| Ar                                     | Kenny Dawkins        | Paulistano      | 3              | 50,5%               |
| Al/Ar                                  | Desmond Holloway     | Paulistano      | 3              | 16,3%               |
| Al                                     | Marcos Matta         | Franca          | 1              | 28,9%               |
| Al                                     | Robby Collum         | Minas           | 3              | 12,9%               |
| P                                      | Steven Toyloy        | Palmeiras       | 3              | 36,5%               |
| Al/P                                   | Walter Herrmann      | Flamengo        | 1              | 35,9%               |
| Técnico: Paco García (Mogi das Cruzes) |                      |                 |                |                     |

1. 'MDO' (machucado) refere-se a um jogador que está fora do jogo por motivo de lesão.
2. 'SUB' (substituto) é o jogador que entra no lugar do que se machucou.

#### Jogo
| 7 de março de 2015 16:00 (UTC-3) |                                                                               | NBB Brasil 131, NBB Mundo 110 | NBB Brasil 131, NBB Mundo 110                                             | NBB Brasil 131, NBB Mundo 110 |  | Ginásio Pedrocão, Franca, São Paulo | SporTV |
| 7 de março de 2015 16:00 (UTC-3) | Pts: Ricardo Fischer 26 Rbts: Guilherme Giovannoni 7 Asts: Ricardo Fischer 13 |                               | Pts: Shamell 23 Rbts: Nicolás Laprovittola 6 Asts: Nicolás Laprovittola 7 |                               |  | Ginásio Pedrocão, Franca, São Paulo | SporTV |

## Jogo das Estrelas 2016

### Equipes
| Pos                                 | Jogador                   | Time              | Nº de seleções |
| Titulares                           | Titulares                 | Titulares         | Titulares      |
| ----------------------------------- | ------------------------- | ----------------- | -------------- |
| Al/Ar                               | Larry Taylor              | Mogi das Cruzes   | 6              |
| Al/Ar                               | Neto                      | Liga Sorocabana   | 3              |
| Al                                  | Marquinhos                | Flamengo          | 5              |
| Al/P                                | Guilherme Giovannoni      | Lobos Brasília    | 6              |
| P                                   | J.P. Batista              | Flamengo          | 1              |
| Reservas                            |                           |                   |                |
| Al/Ar                               | Deryk Ramos               | Lobos Brasília    | 1              |
| Ar                                  | Davi Rossetto             | Basquete Cearense | 1              |
| Ar                                  | Fúlvio                    | Lobos Brasília    | 4              |
| Al/Ar                               | Pedro Teruel (SUB)        | São José          | 1              |
| Al/P                                | Lucas Dias (SUB)          | Pinheiros         | 1              |
| P                                   | Ronald Reis (SUB)         | Lobos Brasília    | 1              |
| P                                   | Guilherme Teichmann (SUB) | Rio Claro         | 2              |
| P                                   | Rafael Hettsheimeir (MDO) | Bauru             | —              |
| Al/P                                | Jefferson William (MDO)   | Bauru             | 3              |
| Ar                                  | Ricardo Fischer (MDO)     | Bauru             | 2              |
| Al/Ar                               | Alex Garcia (MDO)         | Bauru             | 7              |
| Técnico: José Alves Neto (Flamengo) |                           |                   |                |

| Pos                                  | Jogador               | Time             | Nº de seleções |
| Titulares                            | Titulares             | Titulares        | Titulares      |
| ------------------------------------ | --------------------- | ---------------- | -------------- |
| Ar                                   | Kenny Dawkins         | Paulistano       | 4              |
| Al/Ar                                | Ron Harper            | Convidado        | —              |
| Al                                   | Shamell Stallworth    | Mogi das Cruzes  | 8              |
| Al                                   | Robert Day            | Bauru            | 5              |
| Al/P                                 | Tyrone Curnell        | Mogi das Cruzes  | 4              |
| Reservas                             |                       |                  |                |
| Al/Ar                                | Corderro Bennett      | Pinheiros        | 1              |
| Ar                                   | Kojo Mensah           | Universo/Vitória | 2              |
| Al/Ar                                | Desmond Holloway      | Pinheiros        | 4              |
| Al/Ar                                | Ronald Ramón          | Flamengo         | 2              |
| Al                                   | Benzor Simmons        | Minas            | 2              |
| Al/P                                 | Alvaro Calvo          | Universo/Vitória | 1              |
| P                                    | Steven Toyloy (SUB)   | Paulistano       | 4              |
| P                                    | Jerome Meyinsse (MDO) | Flamengo         | 2              |
| Al                                   | Jason Robinson (MDO)  | Flamengo         | —              |
| Técnico: Demétrius Ferracciú (Bauru) |                       |                  |                |

1. 'MDO' (machucado) refere-se a um jogador que está fora do jogo por motivo de lesão.
2. 'SUB' (substituto) é o jogador que entra no lugar do que se machucou.

#### Jogo
| 19 de março de 2016 18:30 (UTC-3) |                                                                     | NBB Brasil 135, NBB Mundo 138 | NBB Brasil 135, NBB Mundo 138                                       | NBB Brasil 135, NBB Mundo 138 |  | Ginásio Hugo Ramos, Mogi das Cruzes, São Paulo | SporTV |
| 19 de março de 2016 18:30 (UTC-3) | Pts: Marquinhos 28 Rbts: JP Batista 13 Asts: Larry Taylor, Fúlvio 7 |                               | Pts: Shamell 33 Rbts: Steven Toyloy 8 Asts: Shamell, Ronald Ramón 7 |                               |  | Ginásio Hugo Ramos, Mogi das Cruzes, São Paulo | SporTV |

## Jogo das Estrelas 2017

### Equipes
| Pos                                       | Jogador              | Time              | Nº de seleções | Votos (por posição) |
| Titulares                                 | Titulares            | Titulares         | Titulares      | Titulares           |
| ----------------------------------------- | -------------------- | ----------------- | -------------- | ------------------- |
| Al/Ar                                     | Alex Garcia          | Bauru             | 8              | 23.732              |
| Al                                        | Marcelinho Machado   | Flamengo          | 5              | 24.122              |
| Al                                        | Marquinhos           | Flamengo          | 6              | 33.325              |
| Al/P                                      | Guilherme Giovannoni | Lobos Brasília    | 7              | 16.407              |
| Al/P                                      | Olivinha             | Flamengo          | 7              | 17.355              |
| Reservas                                  |                      |                   |                |                     |
| Al/Ar                                     | Deryk Ramos          | Lobos Brasília    | 2              | 16.305              |
| Ar                                        | Davi Rossetto        | Basquete Cearense | 2              | 15.910              |
| Ar                                        | Fúlvio               | Lobos Brasília    | 5              | 17.528              |
| Al/Ar                                     | Georginho            | Paulistano        | 1              | 16.779              |
| Al/Ar                                     | Betinho              | Campo Mourão      | 1              | 15.788              |
| P                                         | Lucas Mariano        | Lobos Brasília    | 2              | 19.587              |
| Al/P                                      | Jefferson William    | Bauru             | 4              | 18.404              |
| Técnico: Bruno Savignani (Lobos Brasília) |                      |                   |                |                     |

| Pos                                        | Jogador                | Time             | Nº de seleções | Votos (por posição) |
| Titulares                                  | Titulares              | Titulares        | Titulares      | Titulares           |
| ------------------------------------------ | ---------------------- | ---------------- | -------------- | ------------------- |
| Al/Ar                                      | Scott Rodgers          | Minas            | 1              | 30.196              |
| Al/Ar                                      | David Jackson          | Vasco da Gama    | 4              | 19.840              |
| Al                                         | Shamell Stallworth     | Mogi das Cruzes  | 9              | 43.808              |
| Al/P                                       | Tyrone Curnell         | Mogi das Cruzes  | 5              | 45.019              |
| P                                          | Hakeem Rollins         | Flamengo         | 1              | 12.023              |
| Reservas                                   |                        |                  |                |                     |
| Ar                                         | Kenny Dawkins          | Universo/Vitória | 5              | 25.542              |
| Ar                                         | Kendall Anthony        | Macaé            | 1              | 8.947               |
| Ar                                         | Enzo Cafferata         | Liga Sorocabana  | 1              | 12.913              |
| Al/Ar                                      | Desmond Holloway       | Paulistano       | 5              | 16.538              |
| Al/Ar                                      | Corderro Bennett (SUB) | Pinheiros        | 2              | 8.195               |
| Al/P                                       | Daniel Hure            | Paulistano       | 1              | 9.188               |
| P                                          | Drew Maynard           | Minas            | 1              | 36.633              |
| Al/P                                       | Chris Hayes (MDO)      | Universo/Vitória | —              | 16.158              |
| Técnico: Régis Marrelli (Universo/Vitória) |                        |                  |                |                     |

1. 'MDO' (machucado) refere-se a um jogador que está fora do jogo por motivo de lesão.
2. 'SUB' (substituto) é o jogador que entra no lugar do que se machucou.

#### Jogo
| 19 de março de 2017 12:30 p.m. (UTC-3) |                                                                   | NBB Brasil 96, NBB Mundo 108 | NBB Brasil 96, NBB Mundo 108                                                                | NBB Brasil 96, NBB Mundo 108 |  | Ginásio do Ibirapuera, São Paulo, São Paulo | SporTV |
| 19 de março de 2017 12:30 p.m. (UTC-3) | Pts: Guilherme Giovannoni 15 Rbts: Lucas Mariano 8 Asts: Fúlvio 8 |                              | Pts: Shamell 18 Rbts: Drew Maynard 7 Asts: Corderro Bennett, Kenny Dawkins, Scott Rodgers 5 |                              |  | Ginásio do Ibirapuera, São Paulo, São Paulo | SporTV |

## Jogo das Estrelas 2018

### Equipes
| Pos                                    | Jogador                  | Time            | Nº de seleções | Votos (por posição) |
| Titulares                              | Titulares                | Titulares       | Titulares      | Titulares           |
| -------------------------------------- | ------------------------ | --------------- | -------------- | ------------------- |
| Al/Ar                                  | Larry Taylor             | Mogi das Cruzes | 7              | 25.364              |
| Al/Ar                                  | Cauê Borges              | Caxias do Sul   | 1              | 13.355              |
| Al                                     | Marquinhos               | Flamengo        | 7              | 22.273              |
| Al/P                                   | Anderson Varejão         | Flamengo        | 1              | 39.451              |
| P                                      | Rafael Hettsheimeir      | Bauru           | 1              | 10.273              |
| Reservas                               |                          |                 |                |                     |
| Ar                                     | Gegê (SUB)               | Minas           | 1              | 8.721               |
| Ar                                     | Elinho                   | Paulistano      | 1              | 9.270               |
| Ar                                     | Yago                     | Paulistano      | 1              | 8.750               |
| Al/Ar                                  | Alex Garcia              | Bauru           | 9              | 9.257               |
| Al                                     | Marcelinho Machado       | Flamengo        | 7              | 13.066              |
| Al/P                                   | Rafael Mineiro           | Franca          | 4              | 9.275               |
| P                                      | J.P. Batista             | Flamengo        | 2              | 22.900              |
| Al/Ar                                  | Leandrinho Barbosa (MDO) | Franca          | —              | 29.463              |
| Técnico: Gustavo de Conti (Paulistano) |                          |                 |                |                     |

| Pos                                 | Jogador                | Time             | Nº de seleções | Votos (por posição) |
| Titulares                           | Titulares              | Titulares        | Titulares      | Titulares           |
| ----------------------------------- | ---------------------- | ---------------- | -------------- | ------------------- |
| Al/Ar                               | Kyle Fuller            | Paulistano       | 1              | 14.053              |
| Al/Ar                               | David Jackson          | Vasco da Gama    | 5              | 20.641              |
| Al                                  | Shamell Stallworth     | Mogi das Cruzes  | 10             | 22.033              |
| Al/P                                | Tyrone Curnell         | Mogi das Cruzes  | 6              | 17.083              |
| P                                   | MJ Rhett               | Flamengo         | 1              | 17.616              |
| Reservas                            |                        |                  |                |                     |
| Ar                                  | Kenny Dawkins          | Universo/Vitória | 6              | 21.097              |
| Ar                                  | Kendall Anthony (SUB)  | Bauru            | 2              | 11.186              |
| Ar                                  | David Cubillán         | Flamengo         | 1              | 22.288              |
| Al/Ar                               | Ronald Ramón           | Flamengo         | 3              | 13.576              |
| Al/Ar                               | Corderro Bennett       | Pinheiros        | 3              | 15.754              |
| Al                                  | Nick Okorie            | Universo/Vitória | 1              | 15.425              |
| Al/P                                | David Nesbitt (MDO)    | Paulistano       | —              | 12.548              |
| Al/Ar                               | Desmond Holloway (MDO) | Pinheiros        | 5              | 18.104              |
| Técnico: José Alves Neto (Flamengo) |                        |                  |                |                     |

1. 'MDO' (machucado) refere-se a um jogador que está fora do jogo por motivo de lesão.
2. 'SUB' (substituto) é o jogador que entra no lugar do que se machucou.

#### Jogo
| 18 de março de 2018 12:30 p.m. (UTC-3) |                                                                         | NBB Brasil 130, NBB Mundo 121 | NBB Brasil 130, NBB Mundo 121                  | NBB Brasil 130, NBB Mundo 121 |  | Ginásio do Ibirapuera, São Paulo, São Paulo | SporTV |
| 18 de março de 2018 12:30 p.m. (UTC-3) | Pts: Marquinhos 29 Rbts: Anderson Varejão 15 Asts: Marcelinho Machado 6 |                               | Pts: MJ Rhett 25 Rbts: Tyrone 9 Asts: Tyrone 7 |                               |  | Ginásio do Ibirapuera, São Paulo, São Paulo | SporTV |

## Jogo das Estrelas 2019

### Equipes
| Pos                              | Jogador                   | Time            | Nº de seleções |
| Titulares                        | Titulares                 | Titulares       | Titulares      |
| -------------------------------- | ------------------------- | --------------- | -------------- |
| Al/Ar                            | Cauê Borges               | Botafogo        | 2              |
| Al/Ar                            | Didi Louzada              | Franca          | 1              |
| Al                               | Léo Meindl                | Paulistano      | 3              |
| Al/P                             | Lucas Dias                | Franca          | 2              |
| P                                | J.P. Batista              | Mogi das Cruzes | 3              |
| Reservas                         |                           |                 |                |
| Ar                               | Gegê                      | Minas           | 2              |
| Ar                               | Yago                      | Paulistano      | 2              |
| Al/Ar                            | Alex Garcia               | Bauru           | 10             |
| Al/Ar                            | Leandrinho Barbosa        | Minas           | 1              |
| Al                               | Jimmy Dreher (SUB 2)      | Franca          | 1              |
| Al/P                             | Lucas Cipolini (SUB 2)    | Franca          | 4              |
| Al/P                             | Jefferson William (SUB 2) | Bauru           | 5              |
| Al/P                             | Olivinha (SUB) (NJ)       | Flamengo        | 7              |
| Al                               | Marquinhos (NJ)           | Flamengo        | 7              |
| Al/P                             | Anderson Varejão (NJ)     | Flamengo        | 1              |
| P                                | Rafael Hettsheimeir (MDO) | Franca          | 1              |
| Técnico: Helinho Garcia (Franca) |                           |                 |                |

| Pos                              | Jogador                  | Time              | Nº de seleções |
| Titulares                        | Titulares                | Titulares         | Titulares      |
| -------------------------------- | ------------------------ | ----------------- | -------------- |
| Ar                               | Jamaal Smith             | Botafogo          | 1              |
| Al/Ar                            | Kyle Fuller              | Paulistano        | 2              |
| Al/Ar                            | Corderro Bennett         | Pinheiros         | 4              |
| Al                               | Shamell Stallworth       | Mogi das Cruzes   | 11             |
| Al/P                             | Windi Graterol           | Universo/Brasília | 1              |
| Reservas                         |                          |                   |                |
| Ar                               | Kenny Dawkins            | Pinheiros         | 7              |
| Ar                               | Fabian Sahdi (SUB 2)     | São José          | 1              |
| Al/Ar                            | David Jackson            | Franca            | 6              |
| Al                               | Zach Graham              | Universo/Brasília | 1              |
| Al                               | Enzo Ruiz                | Bauru             | 1              |
| Al/P                             | Dominique Coleman        | Minas             | 1              |
| Al/P                             | Christopher Ware (SUB 2) | Pinheiros         | 1              |
| Al/P                             | David Nesbitt (NJ)       | Flamengo          | —              |
| Ar                               | Franco Balbi (NJ)        | Flamengo          | —              |
| Técnico: Léo Figueiró (Botafogo) |                          |                   |                |

1. 'MDO' (machucado) refere-se a um jogador que está fora do jogo por motivo de lesão.
2. 'SUB' (substituto) é o jogador que entra no lugar do que se machucou.
3. 'NJ' (não jogou) refere-se aos jogadores do Flamengo que não participaram do jogo por conta da tragédia no CT Ninho do Urubu.
4. 'SUB 2' são os jogadores que entraram no lugar dos atletas do Flamengo.

#### Jogo
| 09 de fevereiro de 2019 14:00 (UTC-3) |                                                                   | NBB Brasil 144, NBB Mundo 92 | NBB Brasil 144, NBB Mundo 92                                             | NBB Brasil 144, NBB Mundo 92 |  | Ginásio Pedrocão, Franca, São Paulo | Band ESPN Fox Sports |
| 09 de fevereiro de 2019 14:00 (UTC-3) | Pts: Jefferson William 28 Rbts: Jefferson William 11 Asts: Yago 7 |                              | Pts: Kyle Fuller 18 Rbts: David Jackson, Shamell 7 Asts: David Jackson 4 |                              |  | Ginásio Pedrocão, Franca, São Paulo | Band ESPN Fox Sports |

## Jogo das Estrelas 2021
A principal novidade da edição 2021 foi o novo formato da partida principal do evento. O Jogo das Estrelas de 2021 teve a disputa entre quatro equipes. Cada time foi representado por um capitão. Alex Garcia (apelidado de o Brabo) e Marquinhos, foram os líderes de cada um dos elencos “NBB Brasil”; o norte-americano Shamell foi o comandante do “NBB Mundo”; e o armador Georginho, esteve à frente do “NBB Jovens Estrelas”. Dessa maneira, os quatro quartos do confronto de basquete foram substituídos por quatro mini-jogos de 10 minutos num modelo “Final 4”. As semifinais tiveram os duelos entre dois times formados por atletas brasileiros (1.º período) e um outro entre os estrangeiros e os jovens talentos sub-25 do NBB (2.º período). Os perdedores se enfrentaram na disputa de terceiro lugar (3.º período) e os vencedores avançaram para a grande final do Jogo das Estrelas 2021 (4.º período).

### Equipes
| Pos                                  | Jogador             | Time        | Nº de seleções |
| Titulares                            | Titulares           | Titulares   | Titulares      |
| ------------------------------------ | ------------------- | ----------- | -------------- |
| Ar                                   | Alexey Borges       | Bauru       | 1              |
| Al/Ar                                | Alex Garcia         | Bauru       | 11             |
| Al                                   | Gui Deodato         | Bauru       | 1              |
| Al/P                                 | Lucas Dias          | Franca      | 3              |
| P                                    | Rafael Hettsheimeir | Flamengo    | 2              |
| Reservas                             |                     |             |                |
| Ar                                   | Ricardo Fischer     | Corinthians | 3              |
| Al/Ar                                | Betinho             | Unifacisa   | 2              |
| Al/P                                 | Renan Lenz          | São Paulo   | 1              |
| Técnico: Cláudio Mortari (São Paulo) |                     |             |                |

| Pos                                   | Jogador        | Time            | Nº de seleções |
| Titulares                             | Titulares      | Titulares       | Titulares      |
| ------------------------------------- | -------------- | --------------- | -------------- |
| Ar                                    | Fúlvio         | Mogi das Cruzes | 6              |
| Ar                                    | Elinho         | Franca          | 2              |
| Al/Ar                                 | André Góes     | Franca          | 1              |
| Al                                    | Marquinhos     | Flamengo        | 8              |
| P                                     | Lucas Mariano  | São Paulo       | 3              |
| Reservas                              |                |                 |                |
| Al/P                                  | Rafael Mineiro | Flamengo        | 5              |
| Al/P                                  | Léo Demétrio   | Flamengo        | 1              |
| P                                     | Maique (SUB)   | Paulistano      | 1              |
| Al/P                                  | Olivinha (MDO) | Flamengo        | 7              |
| Técnico: Dedé Barbosa (Pato Basquete) |                |                 |                |

| Pos                        | Jogador              | Time                        | Nº de seleções |
| Titulares                  | Titulares            | Titulares                   | Titulares      |
| -------------------------- | -------------------- | --------------------------- | -------------- |
| Al/Ar                      | Corderro Bennett     | São Paulo                   | 5              |
| Al/Ar                      | David Jackson        | Minas                       | 7              |
| Al/Ar                      | Desmond Holloway     | Fortaleza/Basquete Cearense | 6              |
| Al                         | Shamell Stallworth   | São Paulo                   | 12             |
| Al/P                       | Tyrone Curnell       | Bauru                       | 7              |
| Reservas                   |                      |                             |                |
| Ar                         | Luciano Parodi (SUB) | Minas                       | 1              |
| Al/Ar                      | Kyle Fuller          | Corinthians                 | 3              |
| Al/P                       | David Nesbitt        | Minas                       | 1              |
| Ar                         | Franco Balbi (MDO)   | Flamengo                    | —              |
| Técnico: Léo Costa (Minas) |                      |                             |                |

| Pos                                 | Jogador        | Time          | Nº de seleções |
| Titulares                           | Titulares      | Titulares     | Titulares      |
| ----------------------------------- | -------------- | ------------- | -------------- |
| Ar                                  | Felipe Ruivo   | Paulistano    | 1              |
| Al/Ar                               | Georginho      | São Paulo     | 2              |
| Al                                  | Gui Santos     | Minas         | 1              |
| Al/P                                | Túlio da Silva | Caxias do Sul | 1              |
| Al/P                                | Gabriel Jaú    | Bauru         | 1              |
| Reservas                            |                |               |                |
| Ar                                  | Yago           | Flamengo      | 2              |
| Ar                                  | Gabriel Campos | Pinheiros     | 1              |
| Al/P                                | Lucas Siewert  | Corinthians   | 1              |
| Técnico: David Pelosini (Pinheiros) |                |               |                |

1. 'MDO' (machucado) refere-se a um jogador que está fora do jogo por motivo de lesão.
2. 'SUB' (substituto) é o jogador que entra no lugar do que se machucou.

#### Jogo
Semifinais
| 20 de março de 2021 16:00 (UTC-3) | Relatório | NBB Brasil (Time Brabo) 26, NBB Brasil (Time Marquinhos) 24               | NBB Brasil (Time Brabo) 26, NBB Brasil (Time Marquinhos) 24 | NBB Brasil (Time Brabo) 26, NBB Brasil (Time Marquinhos) 24 |  | Ginásio do Tijuca Tênis Clube, Rio de Janeiro, RJ | Cultura ESPN |
| 20 de março de 2021 16:00 (UTC-3) | Relatório | Pts: Gui Deodato 6 Rbts: Lucas Dias 4 Asts: Gui Deodato, Alex e Betinho 1 |                                                             | Pts: André Góes 6 Rbts: Rafael Mineiro 3 Asts: Fúlvio 2     |  | Ginásio do Tijuca Tênis Clube, Rio de Janeiro, RJ | Cultura ESPN |

| 20 de março de 2021 16:30 (UTC-3) | Relatório | NBB Mundo (Time Shamell) 21, NBB Novas Estrelas (Time Georginho) 23 | NBB Mundo (Time Shamell) 21, NBB Novas Estrelas (Time Georginho) 23 | NBB Mundo (Time Shamell) 21, NBB Novas Estrelas (Time Georginho) 23 |  | Ginásio do Tijuca Tênis Clube, Rio de Janeiro, RJ | Cultura ESPN |
| 20 de março de 2021 16:30 (UTC-3) | Relatório | Pts: Holloway 6 Rbts: Holloway, Nesbitt e Parodi 2 Asts: Shamell 3  |                                                                     | Pts: Georginho 6 Rbts: Gui Santos 4 Asts: Georginho e Yago 2        |  | Ginásio do Tijuca Tênis Clube, Rio de Janeiro, RJ | Cultura ESPN |

Terceiro lugar
| 20 de março de 2021 17:10 (UTC-3) | Relatório | NBB Brasil (Time Marquinhos) 18, NBB Mundo (Time Shamell) 19   | NBB Brasil (Time Marquinhos) 18, NBB Mundo (Time Shamell) 19 | NBB Brasil (Time Marquinhos) 18, NBB Mundo (Time Shamell) 19 |  | Ginásio do Tijuca Tênis Clube, Rio de Janeiro, RJ | Cultura ESPN |
| 20 de março de 2021 17:10 (UTC-3) | Relatório | Pts: Elinho e Maique 5 Rbts: Léo Demétrio 5 Asts: André Góes 3 |                                                              | Pts: Fuller 9 Rbts: Tyrone e Nesbitt 6 Asts: -               |  | Ginásio do Tijuca Tênis Clube, Rio de Janeiro, RJ | Cultura ESPN |

Final
| 20 de março de 2021 17:40 (UTC-3) | Relatório | NBB Brasil (Time Brabo) 26, NBB Novas Estrelas (Time Georginho) 16 | NBB Brasil (Time Brabo) 26, NBB Novas Estrelas (Time Georginho) 16 | NBB Brasil (Time Brabo) 26, NBB Novas Estrelas (Time Georginho) 16       |  | Ginásio do Tijuca Tênis Clube, Rio de Janeiro, RJ | Cultura ESPN |
| 20 de março de 2021 17:40 (UTC-3) | Relatório | Pts: Lucas Dias 10 Rbts: Lucas Dias 5 Asts: Ricardo Fischer 2      |                                                                    | Pts: Gui Santos 9 Rbts: Lucas Siewert e Gui Santos 2 Asts: Gabriel Jaú 1 |  | Ginásio do Tijuca Tênis Clube, Rio de Janeiro, RJ | Cultura ESPN |

## Jogo das Estrelas 2022

### Equipes
| Pos                              | Jogador       | Time       | Nº de seleções |
| Titulares                        | Titulares     | Titulares  | Titulares      |
| -------------------------------- | ------------- | ---------- | -------------- |
| Ar                               | Elinho        | São Paulo  | 3              |
| Al                               | Marquinhos    | São Paulo  | 9              |
| Al/P                             | Bruno Caboclo | São Paulo  | 1              |
| Al/P                             | Lucas Dias    | Franca     | 4              |
| P                                | Lucas Mariano | Franca     | 4              |
| Reservas                         |               |            |                |
| Al/Ar                            | Cauê Borges   | Paulistano | 3              |
| Al/Ar                            | Betinho       | Rio Claro  | 3              |
| Al/P                             | Olivinha      | Flamengo   | 8              |
| Al/P                             | Gabriel Jaú   | Bauru      | 2              |
| Técnico: Helinho Garcia (Franca) |               |            |                |

| Pos                                  | Jogador                   | Time          | Nº de seleções |
| Titulares                            | Titulares                 | Titulares     | Titulares      |
| ------------------------------------ | ------------------------- | ------------- | -------------- |
| Al/Ar                                | Alex Garcia               | Bauru         | 12             |
| Al/Ar                                | Georginho                 | Franca        | 3              |
| Al                                   | Gui Deodato               | Minas         | 2              |
| Al/P                                 | Renan Lenz                | Minas         | 2              |
| Al/P                                 | Rafael Mineiro            | Flamengo      | 6              |
| Reservas                             |                           |               |                |
| Al/Ar                                | Larry Taylor              | Bauru         | 8              |
| Al                                   | Eddy                      | Caxias do Sul | 1              |
| P                                    | Gerson (SUB)              | Unifacisa     | 1              |
| Ar                                   | Felipe Ruivo (SUB)        | Paulistano    | 2              |
| Ar                                   | Alexey Borges (MDO)       | Minas         | 1              |
| P                                    | Rafael Hettsheimeir (MDO) | Bauru         | 2              |
| Técnico: Gustavo de Conti (Flamengo) |                           |               |                |

| Pos                        | Jogador            | Time      | Nº de seleções |
| Titulares                  | Titulares          | Titulares | Titulares      |
| -------------------------- | ------------------ | --------- | -------------- |
| Al/Ar                      | Santiago Scala     | Franca    | 1              |
| Al/Ar                      | Shaquille Johnson  | Minas     | 1              |
| Al/Ar                      | David Jackson      | Franca    | 8              |
| Al/P                       | Tyrone Curnell     | São Paulo | 8              |
| P                          | Tavario Miller     | Minas     | 1              |
| Reservas                   |                    |           |                |
| Ar                         | Franco Balbi       | Flamengo  | 1              |
| Al/Ar                      | Corderro Bennett   | São Paulo | 6              |
| Al                         | Shamell Stallworth | São Paulo | 13             |
| Al                         | Brandon Robinson   | Flamengo  | 1              |
| Técnico: Léo Costa (Minas) |                    |           |                |

| Pos                                 | Jogador          | Time             | Nº de seleções |
| Titulares                           | Titulares        | Titulares        | Titulares      |
| ----------------------------------- | ---------------- | ---------------- | -------------- |
| Ar                                  | Yago             | Flamengo         | 3              |
| Al/Ar                               | Jonas Buffat     | Pinheiros        | 1              |
| Al                                  | Gui Santos       | Minas            | 2              |
| Al/P                                | Paulo Scheuer    | Pato Basquete    | 1              |
| Al/P                                | Márcio           | Franca           | 1              |
| Reservas                            |                  |                  |                |
| Ar                                  | Adyel            | Franca           | 1              |
| Ar                                  | Gabriel Campos   | Pinheiros        | 2              |
| Al/Ar                               | Anderson Barbosa | Paulistano       | 1              |
| Al/P                                | Ruan             | Cerrado Basquete | 1              |
| Técnico: David Pelosini (Pinheiros) |                  |                  |                |

1. 'MDO' (machucado) refere-se a um jogador que está fora do jogo por motivo de lesão.
2. 'SUB' (substituto) é o jogador que entra no lugar do que se machucou.

#### Jogo
Semifinais
| 19 de março de 2022 16:00 (UTC-3) | Relatório | NBB Brasil (Time Caboclo) 35, NBB Mundo (Time David Jackson) 32                      | NBB Brasil (Time Caboclo) 35, NBB Mundo (Time David Jackson) 32 | NBB Brasil (Time Caboclo) 35, NBB Mundo (Time David Jackson) 32 |  | Arena Carioca 1, Rio de Janeiro, RJ | Cultura ESPN |
| 19 de março de 2022 16:00 (UTC-3) | Relatório | Pts: Olivinha e Lucas Dias 9 Rbts: Lucas Dias 2 Asts: Caboclo, Marquinhos e Elinho 2 |                                                                 | Pts: David Jackson 9 Rbts: Tavario Miller 3 Asts: Tyrone 3      |  | Arena Carioca 1, Rio de Janeiro, RJ | Cultura ESPN |

| 19 de março de 2022 16:40 (UTC-3) | Relatório | NBB Brasil (Time Deodato) 21, NBB Novas Estrelas (Time Yago) 23 | NBB Brasil (Time Deodato) 21, NBB Novas Estrelas (Time Yago) 23 | NBB Brasil (Time Deodato) 21, NBB Novas Estrelas (Time Yago) 23 |  | Arena Carioca 1, Rio de Janeiro, RJ | Cultura ESPN |
| 19 de março de 2022 16:40 (UTC-3) | Relatório | Pts: Gerson 6 Rbts: Gui Deodato 5 Asts: Georginho 3             |                                                                 | Pts: Paulo Scheuer 5 Rbts: Gui Santos e Adyel 3 Asts: Yago 4    |  | Arena Carioca 1, Rio de Janeiro, RJ | Cultura ESPN |

Final
| 19 de março de 2022 17:40 (UTC-3) | Relatório | NBB Novas Estrelas (Time Yago) 27, NBB Brasil (Time Caboclo) 30 | NBB Novas Estrelas (Time Yago) 27, NBB Brasil (Time Caboclo) 30 | NBB Novas Estrelas (Time Yago) 27, NBB Brasil (Time Caboclo) 30 |  | Arena Carioca 1, Rio de Janeiro, RJ | Cultura ESPN |
| 19 de março de 2022 17:40 (UTC-3) | Relatório | Pts: Yago 9 Rbts: Yago 3 Asts: Yago 3                           |                                                                 | Pts: Lucas Dias 9 Rbts: Lucas Mariano 5 Asts: Betinho 2         |  | Arena Carioca 1, Rio de Janeiro, RJ | Cultura ESPN |

## Jogo das Estrelas 2023

### Equipes
| Pos                                  | Jogador                   | Time              | Nº de seleções |
| Titulares                            | Titulares                 | Titulares         | Titulares      |
| ------------------------------------ | ------------------------- | ----------------- | -------------- |
| Al/Ar                                | Georginho                 | Franca            | 4              |
| Al                                   | Gui Deodato               | Flamengo          | 3              |
| Al/P                                 | Gabriel Jaú               | Flamengo          | 3              |
| Al/P                                 | Olivinha                  | Flamengo          | 9              |
| Al/P                                 | Renan Lenz                | Minas             | 3              |
| Reservas                             |                           |                   |                |
| Al/Ar                                | Gemadinha                 | Brasília Basquete | 1              |
| P                                    | Maique                    | Corinthians       | 2              |
| Ar                                   | Alexey Borges (SUB)       | Minas             | 2              |
| Al/P                                 | Túlio da Silva (SUB)      | São Paulo         | 2              |
| P                                    | Rafael Hettsheimeir (MDO) | Flamengo          | 2              |
| Al/P                                 | Rafael Mineiro (MDO)      | Flamengo          | 6              |
| Técnico: Gustavo de Conti (Flamengo) |                           |                   |                |

| Pos                              | Jogador        | Time      | Nº de seleções |
| Titulares                        | Titulares      | Titulares | Titulares      |
| -------------------------------- | -------------- | --------- | -------------- |
| Ar                               | Elinho         | São Paulo | 4              |
| Al/Ar                            | Alex Garcia    | Bauru     | 13             |
| Al                               | Jhonatan Luz   | Franca    | 1              |
| Al/P                             | Lucas Dias     | Franca    | 5              |
| P                                | Lucas Mariano  | Franca    | 5              |
| Reservas                         |                |           |                |
| Ar                               | Felipe Ruivo   | Pinheiros | 3              |
| Al                               | Rafael Munford | Pinheiros | 1              |
| Al/P                             | Antônio        | Unifacisa | 1              |
| P                                | Wesley Castro  | Minas     | 1              |
| Técnico: Helinho Garcia (Franca) |                |           |                |

| Pos                                 | Jogador              | Time                        | Nº de seleções |
| Titulares                           | Titulares            | Titulares                   | Titulares      |
| ----------------------------------- | -------------------- | --------------------------- | -------------- |
| Ar                                  | Jose Vildoza         | Flamengo                    | 1              |
| Al/Ar                               | Shaquille Johnson    | Minas                       | 2              |
| Al/Ar                               | David Jackson        | Franca                      | 9              |
| Al                                  | Davaunta Thomas      | Corinthians                 | 1              |
| Al                                  | Malcolm Miller       | São Paulo                   | 1              |
| Reservas                            |                      |                             |                |
| Al/Ar                               | Santiago Scala       | Franca                      | 2              |
| Al/Ar                               | Corderro Bennett     | São Paulo                   | 7              |
| Al                                  | Shamell Stallworth   | São Paulo                   | 14             |
| Al/Ar                               | Dexter McClanahan    | Fortaleza/Basquete Cearense | 1              |
| Al/P                                | Tyrone Curnell (MDO) | São Paulo                   | 8              |
| Técnico: Léo Figueiró (Corinthians) |                      |                             |                |

| Pos                                  | Jogador              | Time             | Nº de seleções |
| Titulares                            | Titulares            | Titulares        | Titulares      |
| ------------------------------------ | -------------------- | ---------------- | -------------- |
| Ar                                   | Adyel                | Paulistano       | 2              |
| Al/Ar                                | Jonas Buffat         | Pinheiros        | 2              |
| Al                                   | Anderson Barbosa     | Paulistano       | 2              |
| Al/P                                 | Mãozinha             | Corinthians      | 1              |
| Al/P                                 | Ruan                 | Cerrado Basquete | 2              |
| Reservas                             |                      |                  |                |
| Al                                   | Daniel Onwenu        | Corinthians      | 1              |
| Al/Ar                                | Reynan               | Franca           | 1              |
| Al/P                                 | Márcio               | Franca           | 2              |
| Al/Ar                                | Zu Jr (SUB)          | Franca           | 1              |
| Ar                                   | Gabriel Campos (MDO) | Corinthians      | 2              |
| Técnico: Jhonatan Cintra (Pinheiros) |                      |                  |                |

1. 'MDO' (machucado) refere-se a um jogador que está fora do jogo por motivo de lesão.
2. 'SUB' (substituto) é o jogador que entra no lugar do que se machucou.

#### Jogo
Semifinais
| 18 de março de 2023 14:55 (UTC-3) | Relatório | NBB Mundo (Time Tyrone) 38, NBB Novas Estrelas (Time Mãozinha) 29             | NBB Mundo (Time Tyrone) 38, NBB Novas Estrelas (Time Mãozinha) 29 | NBB Mundo (Time Tyrone) 38, NBB Novas Estrelas (Time Mãozinha) 29 |  | Arena Minas TC, Belo Horizonte, MG | Cultura ESPN SporTV |
| 18 de março de 2023 14:55 (UTC-3) | Relatório | Pts: Shaquille Johnson 10 Rbts: Shaquille Johnson 3 Asts: Shaquille Johnson 3 |                                                                   | Pts: Ruan e Mãozinha 7 Rbts: Ruan 4 Asts: Adyel 3                 |  | Arena Minas TC, Belo Horizonte, MG | Cultura ESPN SporTV |

| 18 de março de 2023 15:30 (UTC-3) | Relatório | NBB Brasil (Lucas Dias) 39, NBB Brasil (Time Olivinha) 34 | NBB Brasil (Lucas Dias) 39, NBB Brasil (Time Olivinha) 34 | NBB Brasil (Lucas Dias) 39, NBB Brasil (Time Olivinha) 34 |  | Arena Minas TC, Belo Horizonte, MG | Cultura ESPN SporTV |
| 18 de março de 2023 15:30 (UTC-3) | Relatório | Pts: Lucas Mariano 13 Rbts: Lucas Dias 4 Asts: Elinho 5   |                                                           | Pts: Gabriel Jaú 10 Rbts: Olivinha 4 Asts: Alexey 3       |  | Arena Minas TC, Belo Horizonte, MG | Cultura ESPN SporTV |

Final
| 18 de março de 2023 16:25 (UTC-3) | Relatório | NBB Mundo (Time Tyrone) 23, NBB Brasil (Time Lucas Dias) 33         | NBB Mundo (Time Tyrone) 23, NBB Brasil (Time Lucas Dias) 33 | NBB Mundo (Time Tyrone) 23, NBB Brasil (Time Lucas Dias) 33         |  | Arena Minas TC, Belo Horizonte, MG | Cultura ESPN SporTV |
| 18 de março de 2023 16:25 (UTC-3) | Relatório | Pts: Scala 9 Rbts: David Jackson 2 Asts: Scala, Bennett e Vildoza 1 |                                                             | Pts: Lucas Dias 11 Rbts: Lucas Mariano 4 Asts: Lucas Dias e Ruivo 3 |  | Arena Minas TC, Belo Horizonte, MG | Cultura ESPN SporTV |

## Desafios individuas

### Torneio de Enterradas
| Edição | Jogador          | Posição     | Pais           | Time              | Ref.   |
| ------ | ---------------- | ----------- | -------------- | ----------------- | ------ |
| 2009   | Júlio Toledo     | Ala         | Brasil         | Araraquara        | [ 62 ] |
| 2010   | Rafael Mineiro   | Ala/pivô    | Brasil         | São José          | [ 63 ] |
| 2011   | Jordan Burger    | Ala         | Brasil         | Paulistano        | [ 64 ] |
| 2012   | Gui Deodato      | Ala         | Brasil         | Bauru             | [ 65 ] |
| 2013   | Gui Deodato      | Ala         | Brasil         | Bauru             | [ 66 ] |
| 2014   | DeVon Hardin     | Pivô        | Estados Unidos | Basquete Cearense | [ 67 ] |
| 2015   | André Coimbra    | Pivô        | Brasil         | Franca            | [ 68 ] |
| 2016   | Mogi             | Ala/armador | Brasil         | Paulistano        | [ 69 ] |
| 2017   | Corderro Bennett | Ala/Armador | Estados Unidos | Pinheiros         | [ 70 ] |
| 2018   | Guilherme Bento  | Ala         | Brasil         | Pinheiros         | [ 71 ] |
| 2019   | Mogi             | Ala/armador | Brasil         | Botafogo          | [ 72 ] |
| 2021   | Mogi             | Ala/armador | Brasil         | Mogi das Cruzes   | [ 73 ] |
| 2022   | Túlio da Silva   | Ala/pivô    | Brasil         | Flamengo          | [ 74 ] |
| 2023   | Eden Ewing       | Ala/pivô    | Estados Unidos | Minas             | [ 75 ] |

### Torneio de Três Pontos
| Edição | Jogador             | Posição     | Pais      | Time              | Ref.   |
| ------ | ------------------- | ----------- | --------- | ----------------- | ------ |
| 2009   | Fernando Fischer    | Ala         | Brasil    | Bauru             | [ 62 ] |
| 2010   | Thiaguinho Melo     | Armador     | Brasil    | Pinheiros         | [ 76 ] |
| 2011   | Fernando Fischer    | Ala         | Brasil    | Bauru             | [ 77 ] |
| 2012   | Helinho             | Armador     | Brasil    | Franca            | [ 78 ] |
| 2013   | Matheus Dalla       | Ala         | Brasil    | Limeira           | [ 79 ] |
| 2014   | Marcelinho Machado  | Ala         | Brasil    | Flamengo          | [ 80 ] |
| 2015   | Marcelinho Machado  | Ala         | Brasil    | Flamengo          | [ 81 ] |
| 2016   | Duda Machado        | Ala/armador | Brasil    | Basquete Cearense | [ 82 ] |
| 2017   | Jefferson William   | Ala/pivô    | Brasil    | Bauru             | [ 83 ] |
| 2018   | Rafael Hettsheimeir | Pivô        | Brasil    | Bauru             | [ 84 ] |
| 2019   | Felipe Vezaro       | Ala/armador | Brasil    | AABJ-Joinville    | [ 85 ] |
| 2021   | Rafael Hettsheimeir | Pivô        | Brasil    | Flamengo          | [ 86 ] |
| 2022   | Santiago Scala      | Ala/armador | Argentina | Franca            | [ 87 ] |
| 2023   | Augusto             | Armador     | Brasil    | União Corinthians | [ 88 ] |

### Desafio de Habilidades
| Edição | Jogador             | Posição     | Pais                   | Time             | Ref.    |
| ------ | ------------------- | ----------- | ---------------------- | ---------------- | ------- |
| 2011   | Fernando Penna      | Armador     | Brasil                 | Franca           | [ 89 ]  |
| 2012   | Fernando Penna      | Armador     | Brasil                 | Franca           | [ 90 ]  |
| 2013   | Fernando Penna      | Armador     | Brasil                 | Pinheiros        | [ 91 ]  |
| 2014   | Nezinho             | Armador     | Brasil                 | Lobos Brasília   | [ 92 ]  |
| 2015   | Thiaguinho Carneiro | Armador     | Brasil                 | Liga Sorocabana  | [ 93 ]  |
| 2016   | Rafael Luz          | Armador     | Brasil                 | Flamengo         | [ 94 ]  |
| 2017   | Tyrone Curnell      | Ala/pivô    | Estados Unidos         | Mogi das Cruzes  | [ 95 ]  |
| 2018   | Murilo Becker       | Pivô        | Brasil                 | Universo/Vitória | [ 96 ]  |
| 2019   | Lucas Dias          | Ala/pivô    | Brasil                 | Franca           | [ 97 ]  |
| 2021   | Kevin Crescenzi     | Ala         | Estados Unidos– Brasil | Cerrado Basquete | [ 98 ]  |
| 2022   | Kyle Fuller         | Ala/armador | Estados Unidos– Peru   | Corinthians      | [ 99 ]  |
| 2023   | Cassiano            | Armador     | Brasil                 | Rio Claro        | [ 100 ] |